# Volby do Evropského parlamentu v Polsku 2009

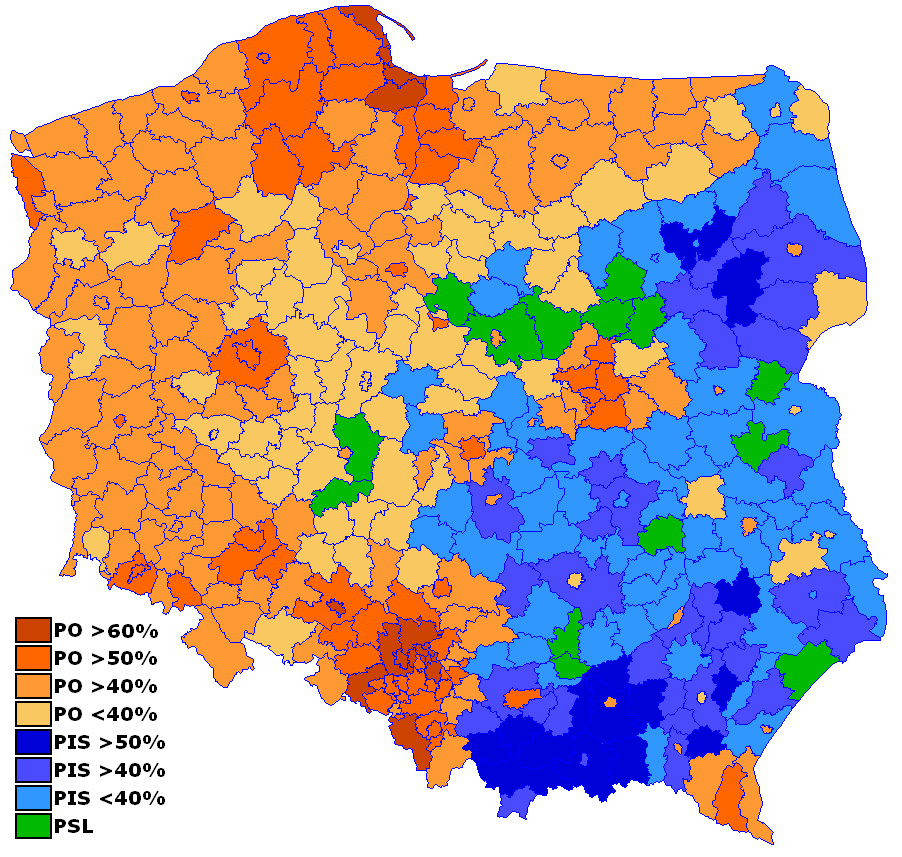
Výsledek voleb v roce 2009.

Volby do Evropského parlamentu v Polsku  proběhnou 7. června 2009 od 8:00 do 22:00 hodin. Na základě výsledku voleb zasedne v příštím parlamentu 50 polských zástupců.

## Pořadí kandidujících stran

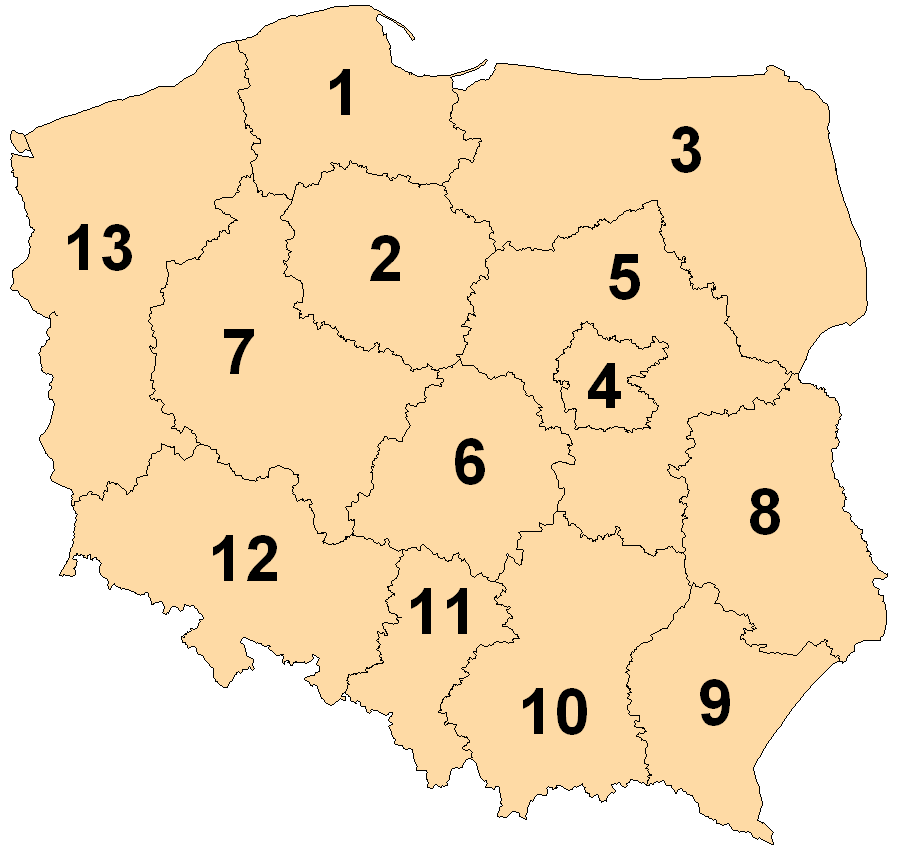
Rozdělení Polska do třinácti tzv. volebních okresů (okręg wyborczy)

1. Unia Polityki Realnej (Unie reálné politiky)
2. Polskie Stronnictwo Ludowe (Polská lidová strana)
3. Samoobrona Rzeczpospolitej Polskiej (Sebeobrana Polské republiky)
4. Polska Partia Pracy (Polská strana práce)
5. Libertas Polska (Libertas Polsko)
6. Sojusz Lewicy Demokratycznej - Unia Pracy (Svaz demokratické levice - Unie práce)
7. Porozumienie dla Przyszłości - CentroLewica (PD+SDPL+Zieloni 2004) (Dohoda pro budoucnost - LevýStřed)
8. Prawica Rzeczypospolitej (Pravice republiky)
9. Platforma Obywatelska RP (Občanská platforma)
10. Prawo i Sprawiedliwość (Právo a Spravedlnost)
11. Polska Partia Socjalistyczna (Polská socialistická strana)
12. Kocham Polskę ("Miluji Polsko")

## Předvolební průzkumy
| Zdroj                 | Datum         | PO  | PiS | SLD-UP | PSL | PdP | Nerozhodnuto |
| --------------------- | ------------- | --- | --- | ------ | --- | --- | ------------ |
| CBOS                  | březen 2009   | 40% | 17% | 10%    | 5%  | 1%  | 21%          |
| TNS OBOP              | 2.-5. dubna   | 54% | 21% | 7%     | 6%  | -   | 28%          |
| PBS                   | 3.-5. dubna   | 49% | 22% | 13%    | 6%  | 3%  | -            |
| GFK[nedostupný zdroj] | 24.-26. dubna | 47% | 26% | 12%    | 6%  | -   | -            |
| Gemius                | 5. května     | 40% | 16% | 11%    | 3%  | 2%  | -            |
| TNS OBOP              | 5.-6. května  | 47% | 22% | 12%    | 8%  | 2%  | -            |

## Výsledky voleb
| Politické strany a koalice      | Politické strany a koalice                                                              | Evropské strany | Počet hlasů | Hlasy v % | Změna    | Počet mandátů | Změna |
| ------------------------------- | --------------------------------------------------------------------------------------- | --------------- | ----------- | --------- | -------- | ------------- | ----- |
|                                 | Občanská platforma (Platforma Obywatelska)                                              | EPP             | 3 271 852   | 44,43     | ▲ +20,33 | 25            | ▲ +10 |
|                                 | Právo a Spravedlnost (Prawo i Sprawiedliwość)                                           | AEN             | 2 017 607   | 27,40     | ▲ +14,73 | 15            | ▲ +8  |
|                                 | Koalice Svaz demokratické levice-Unie práce (Sojusz Lewicy Demokratycznej - Unia Pracy) | PES             | 908 765     | 12,34     | ▲ +2,99  | 7             | ▲ +2  |
|                                 | Polská lidová strana (Polskie Stronnictwo Ludowe)                                       | EPP             | 516 146     | 7,01      | ▬ +0,67  | 3             | ▼ -1  |
|                                 | Dohoda pro budoucnost - Středolevice1 (Porozumienie dla Przyszłości, CentroLewica)      | PES, ALDE       | 179 602     | 2,44      | -        | 0             | -     |
|                                 | Právice republiky (Prawica Rzeczypospolitej)                                            | ID              | 143 966     | 1,95      | -        | 0             | -     |
|                                 | Samoobrona Rzeczpospolitej Polskiej (Samoobrona RP)                                     | UEN             | 107 185     | 1,46      | -        | 0             | -     |
|                                 | Libertas Polska (Libertas Polska)                                                       | Libertas.eu     | 83 754      | 1,14      | -        | 0             | -     |
|                                 | Unie realistické politiky (Unia Polityki Realnej)                                       | žádná           | 81,146      | 1,10      | -        | 0             | -     |
|                                 | Polská strana práce (Polska Partia Pracy)                                               | EACL            | 51 872      | 0,70      | -        | 0             | -     |
|                                 | Ostatní                                                                                 |                 | 2 868       | 0,04      | -        | 0             | -     |
| Dohromady                       | Dohromady                                                                               |                 | 7 364 763   | 100,00%   | -        | 50            | ▼ -4  |
| Volební účast: 24,53%           |                                                                                         |                 |             |           |          |               |       |
| Zdroj: http://pe2009.pkw.gov.pl |                                                                                         |                 |             |           |          |               |       |

- 1 Dohoda pro budoucnost - Středolevice je koalice Demokratické strany - demokraci.pl, Sociální demokracie Polska a Zelených 2004.